# Weston (hrabstwo Clark)
Weston – miasto w Stanach Zjednoczonych, w stanie Wisconsin, w hrabstwie Clark.